# Jerry Jaye
 (février 2021).
Si vous disposez d'ouvrages ou d'articles de référence ou si vous connaissez des sites web de qualité traitant du thème abordé ici, merci de compléter l'article en donnant les références utiles à sa vérifiabilité et en les liant à la section « Notes et références ».
Jerry Jaye est un chanteur américain de rock 'n' roll, rhythm and blues et country, né en 1937 à Manila (Arkansas).

## Biographie
Jerry Jaye est né sous le nom de Gerald J. Hatley le 19 octobre 1937 dans une petite bourgade de l'Arkansas, à Manila. Ses parents travaillaient dans une plantation de coton. En 1954, il rejoint la marine et y restera pendant cinq ans.
Après son service militaire, il fréquentera les bars et formera un trio avec Tommy Baker à la basse et Carl Fry à la trompette. Le trio étendra son répertoire entre le rock 'n' roll, le rhythm and blues et la country et produira son premier enregistrement depuis le studio Sonic à Memphis en 1966. 500 exemplaires de ce premier LP seront pressés par le label Connie qui contenait le titre fétiche My Girl Josephine une composition de Fats Domino qui sera repris par plusieurs stations de radios locales du sud des États-Unis et qui atteindra en 1967 la 26e place dans les chartes. La diffusion de ce titre fait connaître le groupe qui se produira un peu partout aux États-Unis et vendront 800 000 exemplaires.
Entre 1973 et 1974, Jerry fera une carrière vocale dans le groupe Bill Black Combo, puis en 1976 il sera approché par Nick Pesce de Hi Records qui enregistrera une session à Lyn-Lou à Memphis, puis aux studios Columbia de Nashville. À partir de 1977 le trio enregistrera pour la firme Cream Records de la côte ouest des États-Unis. Il se produira ensuite à partir des années 1995 en Grande-Bretagne et en Suède.